# يوجين إم. أونيل
يوجين إم. أونيل (بالإنجليزية: Eugene M. O'Neill)‏ هو محرر وصحفي أمريكي، ولد في 10 سبتمبر 1850 في Clonroche ‏ في جمهورية أيرلندا، وتوفي في 26 نوفمبر 1926 في بيتسبرغ في الولايات المتحدة.